# Parhomonyx fuscoaeneus
Parhomonyx fuscoaeneus är en skalbaggsart som beskrevs av Ohaus 1905. Parhomonyx fuscoaeneus ingår i släktet Parhomonyx och familjen Rutelidae. Inga underarter finns listade i Catalogue of Life.